# Dvory nad Lužnicí
Dvory nad Lužnicí település Csehországban, a Jindřichův Hradec-i járásban. Dvory nad Lužnicí Halámky, Nová Ves nad Lužnicí, Suchdol nad Lužnicí, Nové Hrady és Hranice településekkel határos. Lakosainak száma 396 fő (2024. január 1.).

## Népesség
A település lakosságának változását az alábbi diagram mutatja:
| Lakosok száma | 631  | 598  | 592  | 459  | 354  | 327  | 329  | 331  | 355  | 396  |
|               | 1869 | 1890 | 1921 | 1950 | 1980 | 2001 | 2017 | 2019 | 2022 | 2024 |